# Château de Targé (Châtellerault)
Ne pas confondre avec le Château de Targé situé à Parnay en Maine-et-Loire.
Le château de Targé est un château situé à Châtellerault dans le département de la Vienne (région Nouvelle-Aquitaine). Il est inscrit monument historique en 1972.

## Histoire
Situé à 4 km au sud-est de Châtellerault dans la Vienne, le château de Targé est une ancienne forteresse reconstruite vers 1450 par Jeanne de Targé, dernière du nom. La forteresse fut terminée par son troisième mari Claude de Norroy. De 1453 à 1760, le château fut successivement habité par les familles de Norroy, les Blanchefort et les Turpin de Crissé. En 1760, c'est Louis-Nicolas de Pérusse des Cars (1724-1795) qui entreprit la reconstruction du château, tel qu'il subsiste aujourd'hui dans son état inachevé. Il émigra en Allemagne et le château fut vendu. 
La famille de La Poëze d’Harambure en fut propriétaire du 26 décembre 1844 jusqu'en 1899. 
Virginie d'Harambure, fille du général baron Alexandre d'Harambure et dernière du nom, épousera René Louis Ambroise de La Poëze qui reprendra le nom d'Harambure pour sa descendance par Ordonnance Royale du 17 septembre 1817. Dans la mesure où ils étaient aussi tous deux propriétaires du château d'Harambure à Yzeures-sur-Creuse et du château des Courtils à Barrou, ils donnèrent priorité aux propriétés plus importantes. Le château fut légué à leur second fils Gabriel de La Poëze d'Harambure le 31 mars 1856 et sera vendu par celui-ci en 1899 pour la rénovation du château d'Yzeures qui deviendra la Villa Gabriel. Il est de nos jours une propriété privée. Le village de Targé fut intégré à Châtellerault en 1972.